# Bichara Khader
Pour les articles homonymes, voir Khader.
Bichara Khader, né en février 1944 à Zababdeh, village palestinien à majorité chrétienne situé près de Jénine. Il arrive en Belgique en 1965 pour poursuivre ses études universitaires à l'Université catholique de Louvain (UCLouvain). Après sa licence en sciences politiques, économiques et sociales de l'UCLouvain, il rejoint The Johns Hopkins University SAIS Bologna Center (en) (à Bologne en Italie), puis revient à l'UCLouvain pour faire son doctorat. Assistant puis professeur à la Faculté de sciences politiques, économiques et sociales de l'UCLouvain depuis 1974, il fonde et dirige, dans la même faculté, le Centre d'Études et de Recherches sur le Monde arabe contemporain (CERMAC). Professeur émérite depuis 2010, il donne régulièrement des conférences et des cours dans les pays arabes et européens, notamment  à l’Institut des Hautes Etudes de Management (HEM) au Maroc, à la Mediterranean Academy of Diplomatic Studies de Malte, au Collège d'Europe à Natolin (Pologne), à l'Université Saint-Joseph de Beyrouth et dans différentes universités espagnoles et italiennes.
Spécialiste reconnu du monde arabe contemporain et des questions euro-arabes et euro-méditerranéennes, il a été membre du Groupe des Hauts Experts sur la Politique étrangère et de Sécurité commune (Commission européenne) et du Groupe des Sages pour le Dialogue des cultures en Méditerranée (Présidence européenne).
En février 2025, une conférence qu'il devait donner à Waterloo (Belgique), sur le sujet "L’Europe et la Palestine : responsabilités historiques et engagements rhétoriques", est annulée par la bourgmestre Florence Reuter.
Il est le frère de Naïm Khader, premier représentant de l’OLP à Bruxelles, assassiné en 1981.

## Liste non exhaustive d'ouvrages publiés en langue française
- Histoire de la Palestine (3 volumes), MTE, Tunis, 1974-1975
- Monde arabe en développement - éd. Sycomore, Paris, 1981
- Coopération euro-arabe : diagnostic et prospective - éd. CERMAC, Louvain-la-Neuve, tomes I et II, 1982 ; tome 3 (1983)
- La Belgique et le Monde Arabe – (en collaboration avec C. Roosens) éd. Academia, Louvain-la-Neuve, 1990
- Le Grand Maghreb et l'Europe, Enjeux et perspectives - éd. Publisud-Quorum-Cermac, Paris, Ottignies-Louvain-la-Neuve, mars 1992
- L'Europe et le Monde Arabe, cousins, voisins - éd. Publisud-Quorum-Cermac, Paris, Ottignies-Louvain-la-Neuve, mai 1992
- L'Europe et les pays arabes du Golfe, des partenaires distants - éd. Publisud-Quorum-Cermac, Paris, Ottignies-Louvain-la-Neuve, 1994
- L'Europe et la Méditerranée, géopolitique de la proximité - éd. L'Harmattan, Paris, 1994
- Ajustement structurel au Maghreb - (sous la direction de) éd. Administration Générale de la Coopération au Développement, Bruxelles, 1995
- Conflits et processus de paix au Proche-Orient – (en collaboration) éd. Academia-Bruylant, Louvain-la-Neuve, 1996
- Le partenariat euro-méditerranéen, après la conférence de Barcelone - éd. L'Harmattan, Paris, 1997
- L'Europe et la Palestine : des Croisades à nos jours - éd. L'Harmattan-Academia-Fides et Labor, Paris, 1999
- Le partenariat euro-méditerranéen vu du Sud - (sous la direction de) éd. L'Harmattan, Paris, 2001
- Belges et Arabes: voisins distants partenaires nécessaires -  (en coll. avec Cl. Roosens), Louvain-la-Neuve, Presses Universitaires de Louvain, 2004
- Palestine: mémoire et perspectives -  Alternative Sud, Ellyps, Paris 2005
- Le Monde arabe expliqué à l'Europe - L'Harmattan, Paris, 2009
- L'Europe pour la Méditerranée de Barcelone à Barcelone - Paris : L'Harmattan, 2009.
- Les migrations dans les rapports euro-arabes et euro-méditerranéens Paris : L'Harmattan, 2011.
- Le printemps arabe : un premier bilan (édit.). Paris : Editions Sylleps, 2012.